# Lagerstyring
Ved lagerstyring tilstræber man at begrænse lageromkostninger under hensyntagen til serviceniveauet. Lagerstyring undersøges ofte ved hjælp af operationsanalysen.

## Principper
Lagerstyring kan principielt ske på to forskellige måder: Ved at kunderne trækker (pull) varerne ud af lageret og ved at virksomheden – grundlag af forventninger om den fremtidige efterspørgsel (prognoser eller forecast) – skubber (push) varerne frem til lageret. Pull-princippet er det mest gunstige, idet der her kun findes varer i virksomheden, som allerede er bestilt.
En virksomhed har sjældent kun det ene styringsprincip i rendyrket form – der vil i reglen findes push-styring i de første produktionsled og pull-styring i de senere. Skillepunktets placering bestemmes af produktionstiden og kundernes vilje til at vente på varerne.
Princippet kan illustreres af en burgerbar: Kunderne er her kun villige til at vente få minutter på den færdige burger. Det er unødvendigt at lagre færdige burgere – og det ville de fleste steder også medføre et stort spild af burgere, som er blevet bløde eller kolde. I stedet opbevares halvfabrikata i form af overskårne boller, snittet salat og stegeklart kød. Fra disse halvfabikata kan man lave en burger indenfor den af kunden accepterede ventetid. Halvfabrikata bestilles af butikkens bestyrer ud fra forventninger til (erfaringer om), hvornår på ugen og dagen der sælges mange burgere.

## Forecasting
Lagerstyringen vil være helt afhængig af forventningerne til, hvor meget der efterspørges i fremtiden. Disse forventninger kaldes forecast eller prognoser. Der er overordnet to måder at danne forecast på – manuelt og modelbaseret.

### Manuelle metoder
Den manuelle metode skal nogle medarbejdere komme med et gæt på, hvor meget vil blive efterspurgt. Dette gæt kan være begrundet i, at man har spurgt kunderne, at der er planlagt kampagner eller anden viden. Særligt i situationer, hvor man har viden om kommende ændringer er de manuelle metoder gode.
De manuelle metoder anvendes til tider også til at motivere sælgerne, idet disse formodes at føle sig mere ansvarlige for forecasts, de selv er kommet med.

### Modelbaseret forecasting
Ved model-baseret forecasting forsøger man på baggrund af den historiske efterspørgsel at forudsige fremtiden. Modelbaseret forecasting er beslægtet med tidsserieanalyser indenfor statistikken. Findes der historiske data, og er der ingen forventning om fremtidige ændringer, er dette normalt en udmærket metode – holder dette ikke, bør man foretage en manuel justering.
I behandlingen af de historiske data vil man normalt vægte de nyeste data mest. Dette gøres gennem vægten alfa, som angiver hvor meget den seneste observation vægtes, mens de tidligere observationer samlet har vægten (1-alfa).

#### Niveau-model
Tekst mangler, hjælp os med at skrive teksten

#### Trend-modeller
Tekst mangler, hjælp os med at skrive teksten

#### Sæson-modeller
Tekst mangler, hjælp os med at skrive teksten

## Styringsmodeller
Lagre kan styres ved hjælp af  følgende parametre:
- ordrestørrelse (Q) eller niveau, der bestilles op til (S),
- genbestillingspunkt (s) og
- periode mellem eventuel bestilling (inventurperiode – R).

Der kan herfra dannes en del forskellige modeller – de hyppigst sete gennemgås i de efterfølgende underafsnit.

### (s,Q)-modellen
Lagerniveauet overvåges løbende, og når genbestillingspunktet (s) nås, bestilles mængden (Q).

#### Ordrestørrelse (Q)
Den optimale ordrestørrelse (Q) kan beregnes ud fra ordre- og lagringsomkostningerne.

##### Antagelser
1. Der er en kendt efterspørgsel.
2. Der er en kendt og fast leveringstid.
3. Leverancer leveres på én gang (ingen dellevering).
4. Der er ikke mængderabatter.
5. Der forekommer ikke mangler eller tomgang (ingen variation i efterspørgslen).

##### Udledning
Den samlede omkostning består af tre komponenter:
- Omkostningerne ved køb af enhederne, som er uafhængig af ordrestørrelsen.
- Omkostninger ved bestillinger, som falder med ordrestørrelsen fordi der med større ordrer bestilles færre gange.
- Omkostninger ved opbevaring af varerne, som stiger med ordrestørrelsen. I mellem to ordrer vil der i gennemsnit ligge en halv ordrestørrelse på lager.

Den første komponent kan udelukkes, idet den ikke varierer med ordrestørrelsen. De to øvrige komponenter kan summeres til en lageromkostning:
{\displaystyle IC(Q)={\frac {CD}{Q}}+{\frac {piQ}{2}}}
De to omkostningskomponenter og summen af dem ses i grafen til højre.
For at finde minimum differentieres begge sider af formlen mht. {\displaystyle Q} og sættes til nul:
{\displaystyle {\frac {dIC(Q)}{dQ}}={\frac {d}{dQ}}\left({\frac {CD}{Q}}+{\frac {piQ}{2}}\right)=0}
Efter differentieringen haves:
{\displaystyle {\frac {pi}{2}}-{\frac {CD}{Q^{2}}}=0}
Løses denne ligning mht. ordrestørrelsen ({\displaystyle Q}), fås:
{\displaystyle {\frac {pi}{2}}={\frac {CD}{Q^{2}}}}
{\displaystyle Q^{2}={\frac {2CD}{pi}}}
{\displaystyle Q={\sqrt {\frac {2CD}{pi}}}}
Formlen benævnes også Wilson's formel eller Economic Order Quantity (EOQ). Det bemærkes, at ordrestørrelsen stiger med ordreomkostningen og falder med enhedsprisen og lagringsomkostningen.
I eksemplet fås:
{\displaystyle Q={\sqrt {\frac {2*10*1000}{10*0,2}}}=100}
hvilket svarer til hvad kan aflæses af figuren.

##### Følsomhed
Figuren i forrige afsnit viser et relativt fladt omkostningsforløb omkring den optimale løsning. Dette gælder generelt, idet det i princippet er den samme figur, som kommer frem ved andre parametre.
Såfremt man anvender en ordrestørrelse på det halve (50) af den optimale vil lageromkostningerne stige fra 200 til 250 (25%). Anvender man tilsvarende en ordrestørrelse på det dobbelte, vil lageromkostningen også stige med 25%. Denne omkostningsstigning på 50 skal ses i sammenhæng med, at omkostningen ved selve indkøbet udgør 10.000 – der er altså her tale om en omkostningsstigning på kun ca. 0,5%. Generelt gælder, at omkostningerne ikke er ret følsomme overfor ændring af ordrestørrelsen, så længe man er nogenlunde tæt på den optimale løsning.

#### Genbestillingspunkt (s)
Genbestillingspunktet (s) skal sikre lageret mod tomgang i leverandørens leveringstid. I figuren til højre er vist et eksempel på genbestillingspunkt med sikkerhedslager; ordrestørrelsen er 8, der genbestilles ved en beholdning på 5 med en leveringstid på 3, og der efterspørges 1 enhed pr. tidsenhed.
Genbestillingspunktet vil skulle dække to elementer:
- Den forventede efterspørgsel i perioden frem til levering. Denne bestemmes relativt enkelt ud fra den forecast-model, der arbejdes med. I figuren til højre repræsenteres dette af de tre enheder mellem linjerne (1) og (2).
- Sikkerhedslageret, som dækker usikkerheden på efterspørgslen frem til levering. I figuren til højre repræsenteres dette af de to enheder linjen (1) ligger over x-aksen. Usikkerheden vil sammen det ønskede serviceniveau bestemme sikkerhedslagerets størrelse. Usikkerheden beskrives ved en statistisk fordeling med middelværdi nul, f.eks. en normalfordeling eller en poissonfordeling. I figuren til højre er dette illustreret med kurven (4) (her en normalfordeling); De fleste gange vil lagerbeholdningen ligge omkring to, når leverancen ankommer, men enkelte gange vil efterspørgslen have været så stor, at sikkerhedslageret ikke rækker, og der vil forekomme tomgang.

Der kan også være en usikkerhed på leveringstiden. Dette indgår normalt – hvor det overhovedet medtages – i usikkerheden på efterspørgslen, idet denne forøges lidt.

### (R,S)-modellen
Periodisk (R) genbestilles op til niveauet (S).

### (R,s,S)-modellen
Periodisk (R) kontrolleres, om lageret er nået ned til eller under genbestillingspunktet (s); er dette tilfældet bestilles op til niveauet (S).